# Francesc Candela i Escrivà
|  | Aquest article tracta sobre el polític i advocat valencià Paco Candela. Si cerqueu l'escriptor barceloní Paco Candel, vegeu «Francesc Candel Tortajada». |

Francesc Candela i Escrivà   (Gandia, 22 de desembre de 1937 - Gandia, 13 de setembre de 2012), també conegut com a Paco Candela, va ser un advocat i polític valencià, referent del valencianisme d'esquerra a la comarca de la Safor.

## Biografia
Nascut a Gandia l'any 1937, va estudiar a les Escoles Pies d'aquesta ciutat i es va llicenciar en Dret a la Universitat de València el 1962. Al llarg d'aquestes dècades esdevingué un dels advocats de referència de la Safor, tant per la seua activitat privada com per la defensa de tota mena de causes polítiques, destacant al llarg de la seua trajectòria com a defensa jurídica d'independentistes represaliats, com en el processament el juny de 1982 de militants del PSAN (entre els quals Josep Guia) per haver enganxat cartells contra el governador civil de València José María Fernández del Río.
Va ser un dels fundadors de Nova Germania, embrió del valencianisme polític d'esquerres i el Partit Socialista Valencià, i el 1974 ajudà a implantar el PSAN al País Valencià, partit al qual va pertànyer fins a la seua mort. Amb el seu company Josep Guia, i també Ernest Lluch, formà part l'any 1975 del grup anomenat els 10 d'Alaquàs que s'havien reunit a aquesta població valenciana i foren detinguts durant una reunió per la policia espanyola i imputats per un delicte d'associació il·lícita, ja que la reunió tenia l'objectiu de constituir el Consell Democràtic del País Valencià per crear un govern autònom. També va participar en diverses iniciatives cíviques o culturals, i va ser redactor a la revista satírica El dàtil.
El 1979 va ser elegit regidor a Gandia en les primeres eleccions democràtiques junt amb Cebrià Molinero, en la llista d'Esquerra Unida de Gandia, partit nacionalista local. Junt amb altres, va formar després Unitat del Poble Valencià, partit sota el qual es presentaria la següent legislatura, el 1983. Aconseguint l'acta de regidor, des de les seues regidories es dugueren endavant grans canvis progressistes com els plans per a la recuperació del patrimoni històric o el Pla General d'Ordenació Urbana l'any 1983 que posà un cert fre al caos urbanístic del darrer franquisme a Gandia. L'any 1983 fou escollit novament regidor, aquesta vegada dins de la candidatura de la recentment creada Unitat del Poble Valencià. El 1986, quan faltaven uns mesos per finalitzar la segona legislatura democràtica, Candela va donar el relleu a Bernat Rodríguez i es va retirar de la política municipal.
Al llarg de l'any 2008 va participar en diversos actes en commemoració del 40é aniversari del Partit Socialista d'Alliberament Nacional, junt a altres fundadors del partit al País Valencià com Josep Guia i Maria Conca.
El 13 de setembre de 2012 va morir a causa d'un càncer a Gandia, el seu poble. El seu funeral va tindre lloc en el tanatori Mondúber amb una cerimònia civil. El món del nacionalisme es va mostrar greument afectat i va donar el condol a la família, des de partits polítics com el BLOC-Compromís, el PSAN, Solidaritat o Esquerra Unida i polítics com Josep Guia, organitzacions com Endavant o el Casal Jaume I de Gandia i sindicats com la Coordinadora Obrera Sindical. Així mateix, des del món de la cultura, associacions com Acció Cultural del País Valencià i diverses personalitats com l'escriptor Josep Piera o el pintor Antoni Miró, gran amic de Francesc Candela, expressaren també el seu condol. Així mateix, l'Ajuntament de Gandia, reunit en ple, va guardar un minut de silenci en memòria seua. Posteriorment, el 28 d'octubre de 2012, se li va retre homenatge durant el tradicional Aplec del Puig.